# Сан-Паулу-Гуарульюс
Міжнародний аеропорт «Сан-Паулу-Гуарульюс» (порт. São Paulo/Guarulhos – Governor André Franco Montoro International Airport, IATA: GRU, ICAO: SBGR) — один з трьох комерційних аеропортів міста Сан-Паулу, розташований у районі Кумбіка міста Гуарульюс в межах Великого Сан-Паулу, за 25 км від центра міста Сан-Паулу. Аеропорт управляється компанією Infraero. Це найзавантаженіший аеропорт Бразилії за обсягом пасажиропотоку та перевезених вантажів.

## Статистика
Див. джерело запитів Вікіданих та джерела.